# Kanton Saint-Pierre-le-Moûtier
Kanton Saint-Pierre-le-Moûtier (francouzsky Canton de Saint-Pierre-le-Moûtier) je francouzský kanton v departementu Nièvre v regionu Burgundsko. Tvoří ho osm obcí.

## Obce kantonu
- Azy-le-Vif
- Chantenay-Saint-Imbert
- Langeron
- Livry
- Luthenay-Uxeloup
- Mars-sur-Allier
- Saint-Parize-le-Châtel
- Saint-Pierre-le-Moûtier